# Grand Prix automobile d'Allemagne 2012
GP précédent GP suivant
Le Grand Prix automobile d'Allemagne 2012 (Formula 1 Großer Preis von Deutschland Santander 2012), disputé le 22 juillet 2012 sur le circuit d'Hockenheim, est la 868e épreuve du championnat du monde de Formule 1 courue depuis 1950. Il s'agit de la cinquante-neuvième édition du Grand Prix d'Allemagne comptant pour le championnat du monde de Formule 1, la trente-troisième disputée à Hockenheim, et de la dixième manche du championnat 2012.
Fernando Alonso, parti en pole position, garde la tête pendant pratiquement toute la course, à l'exception de trois tours où Sebastian Vettel prend le commandement à la faveur des arrêts aux stands. En fin de course, Vettel double Jenson Button pour le gain de la deuxième place mais le dépassement, hors de la piste, est jugé illégal par les commissaires de course qui lui infligent une pénalité de vingt secondes : l'Allemand est ainsi relégué à la cinquième place finale sur tapis vert. Sur le podium, Alonso devance donc Button et Kimi Räikkönen. Au classement des pilotes, Alonso reste en tête avec 154 points, accroissant son avance sur Webber qui compte 120 points, Vettel restant troisième avec 110 points. À l'issue de la course, dix-huit des vingt-quatre pilotes en lice au championnat ont marqué au moins un point.
Chez les constructeurs, Red Bull Racing, avec 230 points, devance Ferrari (177 points). Lotus, avec 156 points, perd sa troisième place au profit de McLaren (157 points). À la fin du Grand Prix, neuf des douze écuries engagées au championnat ont marqué des points, Caterham, Marussia et HRT n'en ayant pas encore inscrit.

## Essais libres

### Première séance, le vendredi de 10 h à 11 h 30
| Pos. | Pilote             | Voiture              | Chrono         | Écart     |
| ---- | ------------------ | -------------------- | -------------- | --------- |
| 1    | Jenson Button      | McLaren-Mercedes     | 1 min 16 s 595 |           |
| 2    | Lewis Hamilton     | McLaren-Mercedes     | 1 min 17 s 093 | + 0 s 498 |
| 3    | Fernando Alonso    | Ferrari              | 1 min 17 s 370 | + 0 s 775 |
| 4    | Michael Schumacher | Mercedes             | 1 min 17 s 382 | + 0 s 787 |
| 5    | Sergio Pérez       | Sauber-Ferrari       | 1 min 17 s 413 | + 0 s 818 |
| 6    | Nico Hülkenberg    | Force India-Mercedes | 1 min 17 s 599 | + 1 s 004 |

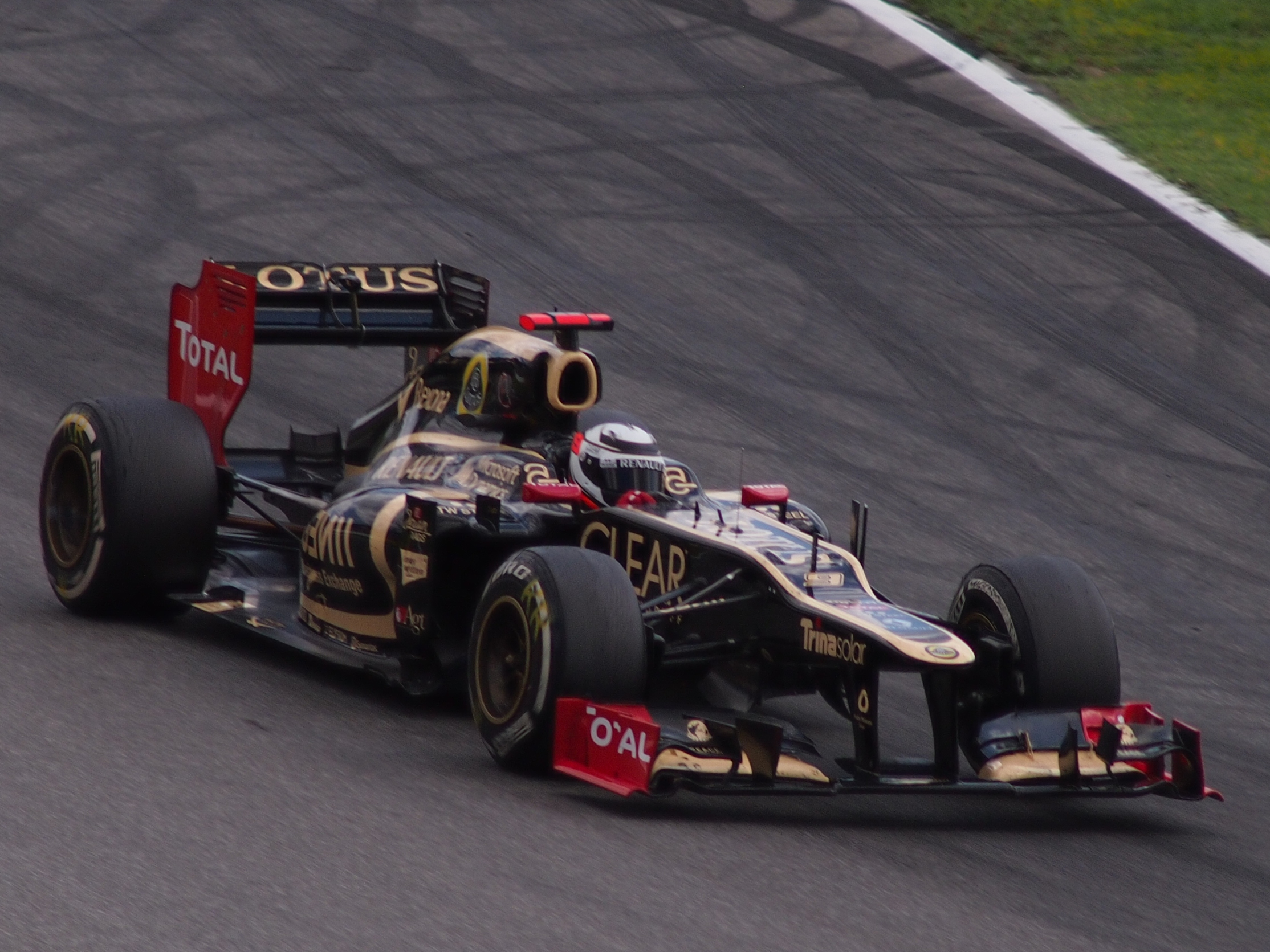
Kimi Räikkönen se classe troisième du Grand Prix d'Allemagne.

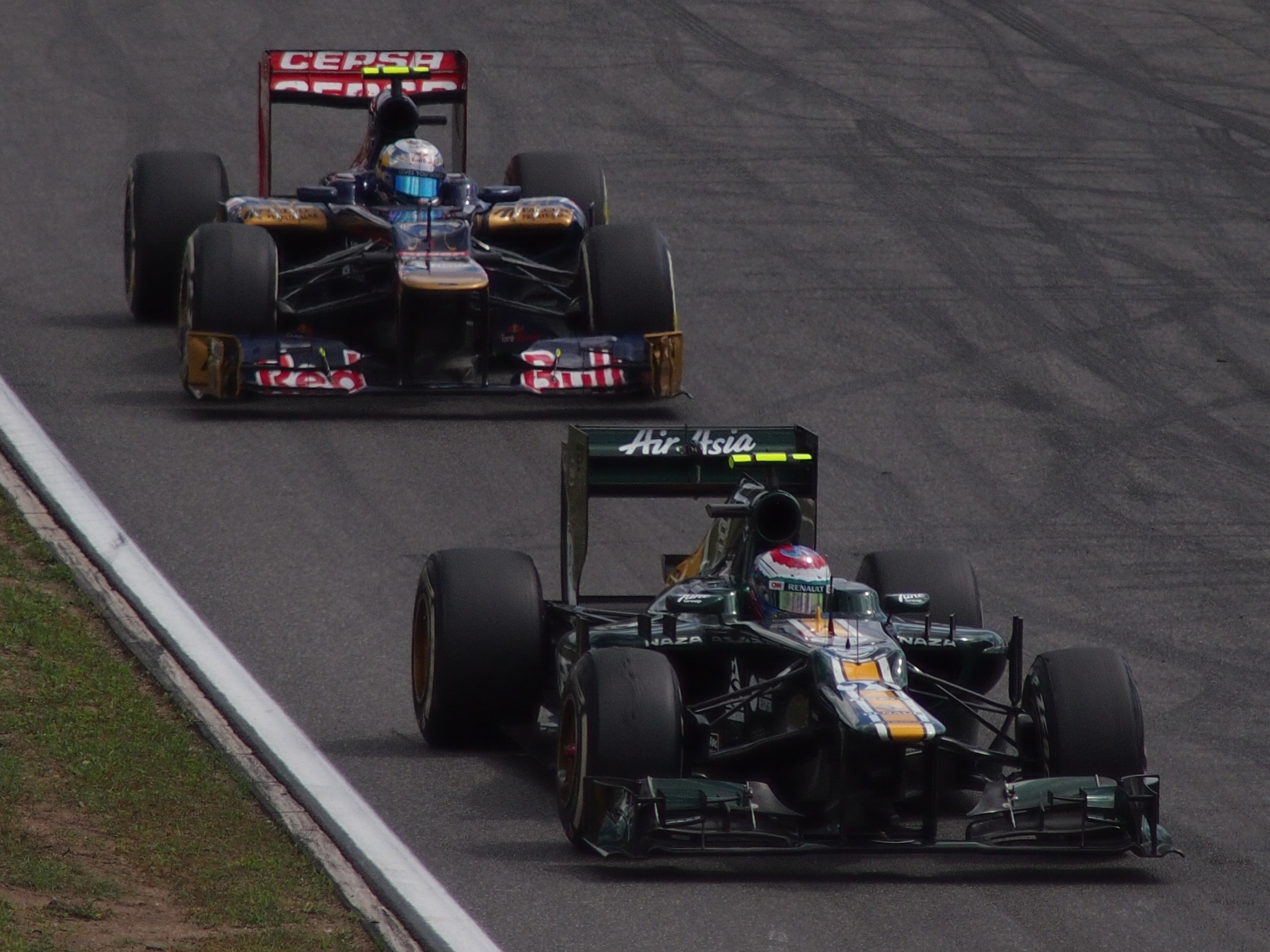
Vitaly Petrov devant Jean-Éric Vergne au Grand Prix de Grande-Bretagne.

La température ambiante est de 17 °C et la piste est à 19 °C au départ de la première séance d'essais libres du Grand Prix d'Allemagne. Pirelli souhaite profiter de cette séance d'essais pour tester ses nouveaux pneus à gommes dures qui n'avaient pas pu être évalués à Silverstone en raison de la pluie, mais les mauvaises conditions météorologiques empêchent à nouveau de mener à bien ces essais,,,.
Les pilotes s'élancent dès l'ouverture de la piste pour boucler leur tour d'installation et Kamui Kobayashi établit le premier temps de référence en 1 min 55 s 569. Jenson Button, au volant d'une MP4-27 comportant plusieurs nouveautés, notamment au niveau des entrées d'air des pontons, prend ensuite la tête du classement en tournant en 1 min 18 s 759, 1 min 17 s 410, 1 min 17 s 240 puis 1 min 16 s 595. Alors qu'il reste plus d'une heure dans la session, la pluie fait son apparition sur le circuit,,,.
L'averse est toutefois légère et tous les pilotes se relancent quelques minutes plus tard, avec des pneus slicks, sur une piste humide. Lotus F1 Team teste un double aileron arrière mobile inspiré par Mercedes qui l'utilise depuis le début de saison tandis que Caterham F1 Team lance un nouveau package aérodynamique. Comme les monoplaces glissent beaucoup trop, les pilotes rentrent tous au stand, laissant la piste vide à cinquante minutes du drapeau à damier. À partir de la mi-séance, la piste a suffisamment séché pour permettre aux pilotes de se relancer en pneus intermédiaires. Quelques minutes plus tard, une nouvelle averse les force à retourner une fois de plus dans leur stand,,,.
La pluie cesse en fin de séance et tous les pilotes se ruent en piste chaussés de pneus slicks. Personne ne parvient à battre le temps de Jenson Button, qui devance son coéquipier Lewis Hamilton, Fernando Alonso, Michael Schumacher et Sergio Pérez. À deux minutes du drapeau à damier, Valtteri Bottas sort de la piste et percute, par l'arrière et à vitesse réduite, un mur de pneus dans le Stadium, sans gravité,,,.
- Valtteri Bottas, pilote essayeur chez Williams F1 Team, a remplacé Bruno Senna lors de cette séance d'essais.
- Jules Bianchi, pilote essayeur chez Force India, a remplacé Paul di Resta lors de cette séance d'essais.
- Dani Clos, pilote essayeur chez HRT, a remplacé Narain Karthikeyan lors de cette séance d'essais.

### Deuxième séance, le vendredi de 14 h à 15 h 30
| Pos. | Pilote           | Voiture              | Chrono         | Écart     |
| ---- | ---------------- | -------------------- | -------------- | --------- |
| 1    | Pastor Maldonado | Williams-Renault     | 1 min 27 s 476 |           |
| 2    | Nico Rosberg     | Mercedes             | 1 min 27 s 564 | + 0 s 088 |
| 3    | Sebastian Vettel | Red Bull-Renault     | 1 min 27 s 902 | + 0 s 426 |
| 4    | Sergio Pérez     | Sauber-Ferrari       | 1 min 28 s 402 | + 0 s 926 |
| 5    | Romain Grosjean  | Lotus-Renault        | 1 min 28 s 420 | + 0 s 944 |
| 6    | Nico Hülkenberg  | Force India-Mercedes | 1 min 28 s 495 | + 1 s 019 |

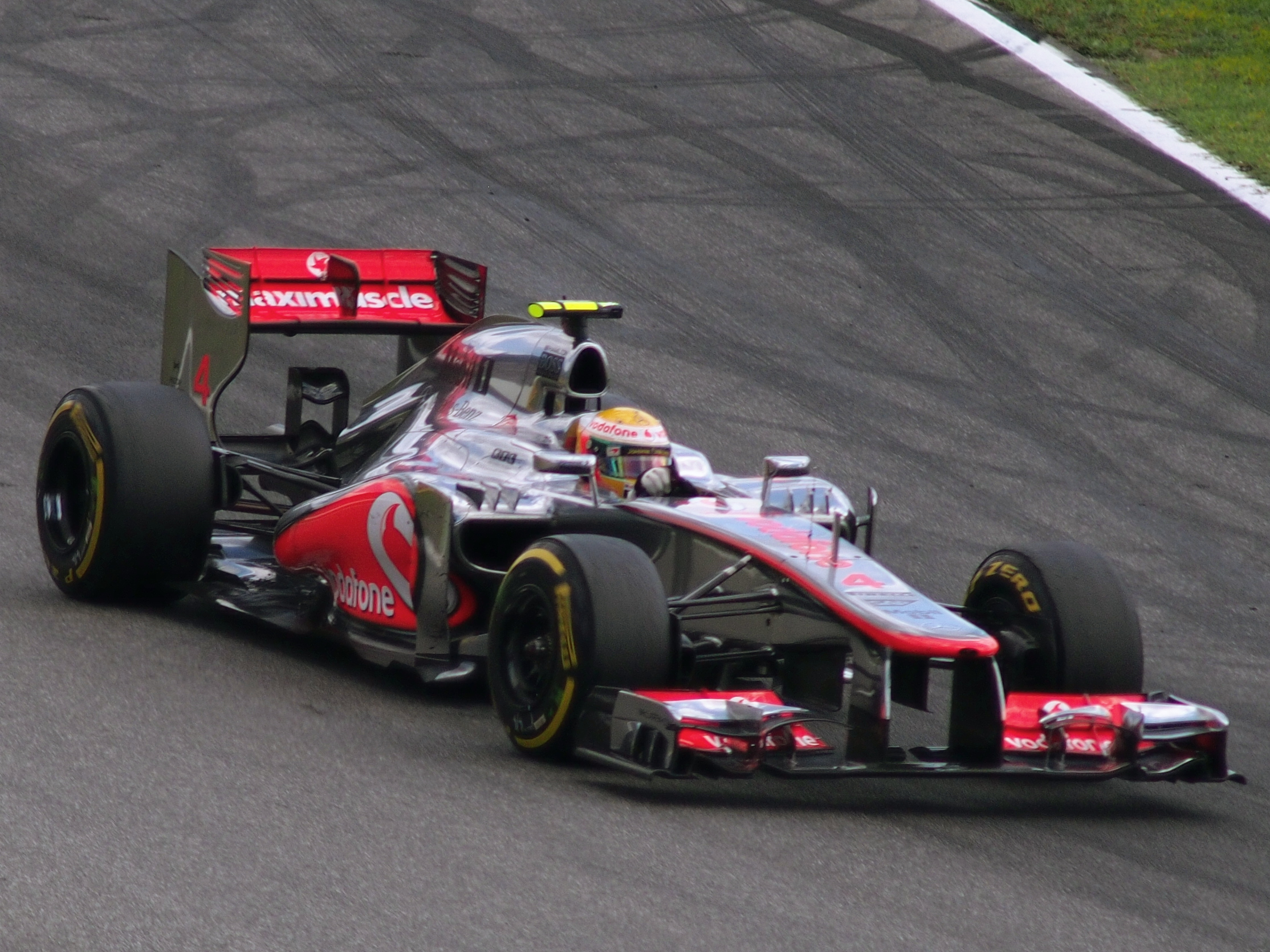
Lewis Hamilton au Grand Prix d'Allemagne.

Il pleut à verse sur le circuit au départ de la deuxième séance d'essais libres du Grand Prix d'Allemagne. La piste est inondée et aucun pilote ne prend le risque de monter en piste à son ouverture. Au bout de neuf minutes, Bruno Senna s'élance mais rentre à l'issue de son tour d'installation, sans tenter de boucler un tour chronométré lancé. Quelques minutes plus tard, alors que la pluie est annoncée pour encore au moins une heure, d'autres pilotes s'élancent car les services météorologiques prévoient une intensification des averses vers la mi-séance. Jean-Éric Vergne établit le premier temps de référence en 1 min 43 s 330,,,.
Nico Rosberg prend ensuite la tête en 1 min 43 s 222 mais Vergne reprend son bien en 1 min 41 s 135. Rosberg tourne alors en 1 min 40 s 666, Vergne en 1 min 39 s 843 puis Rosberg reprend la tête en 1 min 39 s 021. Sebastian Vettel passe sous les 1 min 39 s avec un tour lancé en 1 min 38 s 243 mais est battu par Michael Schumacher en 1 min 38 s 194. Jean-Éric Vergne reprend la tête en 1 min 38 s 051 mais son temps est amélioré par son compatriote Romain Grosjean (1 min 37 s 968) puis par Fernando Alonso (1 min 37 s 395),,,.
À la mi-séance, comme la trajectoire s'est asséchée, plusieurs pilotes essaient leurs pneus intermédiaires. Nico Rosberg améliore en 1 min 37 s 285, puis 1 min 35 s 833, Fernando Alonso tourne en 1 min 34 s 593 et son coéquipier Felipe Massa en 1 min 34 s 576. Nico Rosberg reprend la tête en 1 min 33 s 824 mais Sergio Pérez améliore en 1 min 33 s 566. Daniel Ricciardo pointe un temps en tête avec un tour lancé établi en 1 min 33 s 236 mais Grosjean fait mieux en 1 min 32 s 987. Michael Schumacher bat ce temps (1 min 32 s 777) mais Grosjean améliore aussitôt en 1 min 32 s 066. Fernando Alonso passe ensuite en tête (1 min 31 s 207) mais doit laisser son rang à Grosjean (1 min 30 s 666), Lewis Hamilton (1 min 30 s 617), à nouveau Grosjean (1 min 30 s 181), Vettel (1 min 30 s 097), Massa (1 min 29 s 719), Pérez (1 min 29 s 698), Kimi Räikkönen (1 min 29 s 327), Vettel (1 min 28 s 835), Jenson Button (1 min 28 s 516) et Romain Grosjean (1 min 28 s 420),,,.
Alors qu'il reste encore 30 minutes dans cette séance, la trajectoire est presque sèche et certaines équipes commencent à préparer des pneus slicks pour leurs pilotes. Toujours en intermédiaires, Sebastian Vettel reprend la tête en 1 min 27 s 902 mais son temps est battu par Pastor Maldonado (1 min 27 s 476), juste avant que l'averse annoncée n'arrive sur le circuit. Les pilotes doivent ainsi poursuivre en pneus intermédiaires et personne ne parvient à battre le temps du pilote vénézuélien,,,.
En fin de séance, Daniel Ricciardo sort de la piste, sans gravité, puisqu'il ne percute aucun obstacle, sa monoplace restant plantée dans un bac à graviers. Michael Schumacher sort à son tour de la piste à quatre minutes de la fin de la session et tape un mur de pneus, ce qui provoque la sortie du drapeau rouge et la fin prématurée de la séance,,,.

### Troisième séance, le samedi de 10 h à 11 h
| Pos. | Pilote           | Voiture          | Chrono         | Écart     |
| ---- | ---------------- | ---------------- | -------------- | --------- |
| 1    | Fernando Alonso  | Ferrari          | 1 min 16 s 014 |           |
| 2    | Lewis Hamilton   | McLaren-Mercedes | 1 min 16 s 091 | + 0 s 077 |
| 3    | Sergio Pérez     | Sauber-Ferrari   | 1 min 16 s 202 | + 0 s 188 |
| 4    | Kimi Räikkönen   | Lotus-Renault    | 1 min 16 s 238 | + 0 s 224 |
| 5    | Mark Webber      | Red Bull-Renault | 1 min 16 s 447 | + 0 s 433 |
| 6    | Sebastian Vettel | Red Bull-Renault | 1 min 16 s 475 | + 0 s 461 |

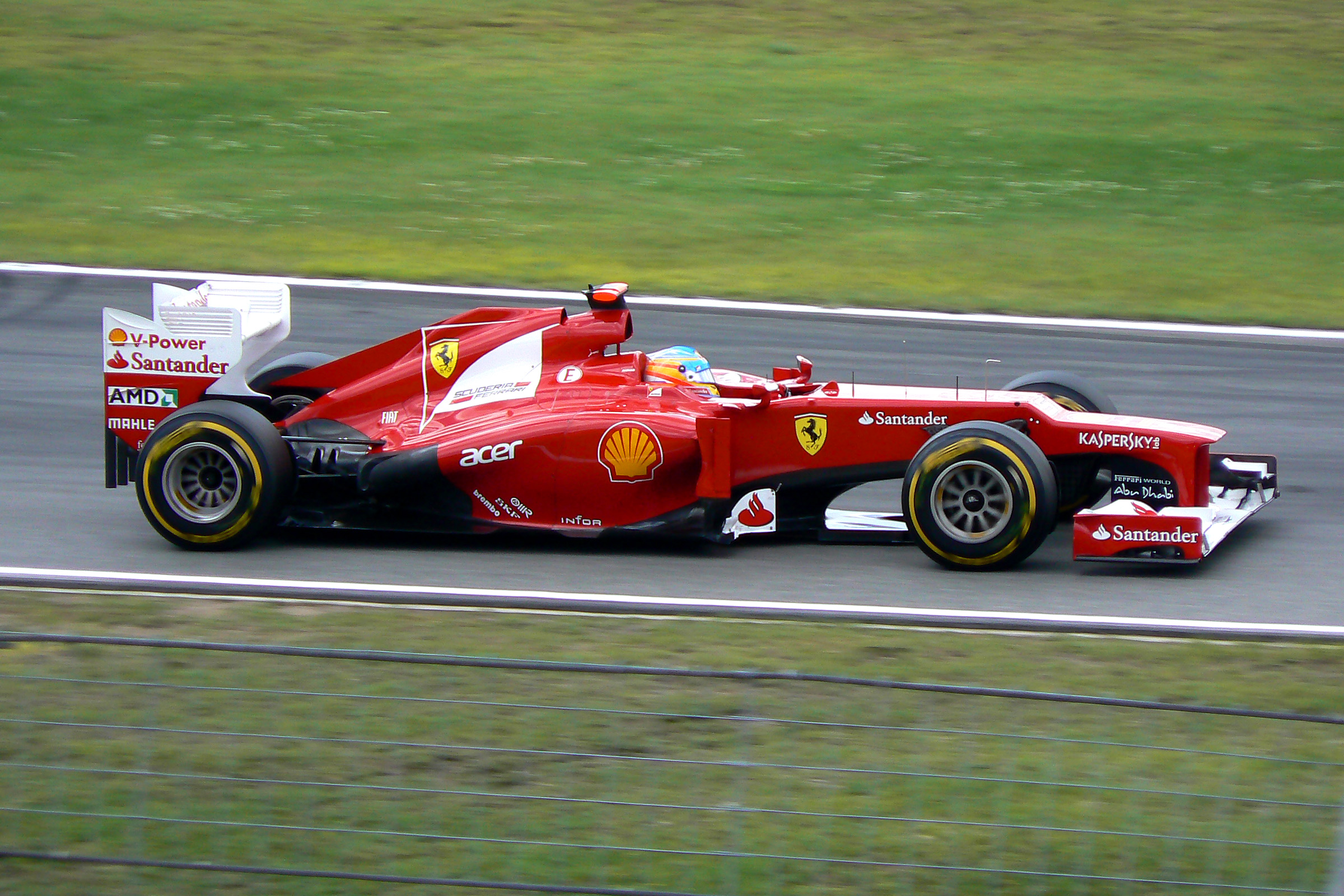
Fernando Alonso, vainqueur du Grand Prix d'Allemagne.

La température de l'air est de 18 °C et la piste est à 24 °C au départ de la troisième séance d'essais libres. Il ne pleut pas, la piste est totalement sèche mais une averse est annoncée en fin de session. Les pilotes, à l'exception de Charles Pic, s'élancent immédiatement en piste pour profiter de ces conditions favorables et Kimi Räikkönen établit le premier temps de référence en 1 min 20 s 927 tandis que son coéquipier Romain Grosjean teste un nouvel aileron avant couplé au double DRS utilisé depuis la veille,,,.
Plusieurs pilotes se relaient ensuite en tête du classement, certains chaussés en pneus durs, d'autres en pneus tendres. Nico Rosberg améliore à quatre reprises (1 min 18 s 455, 1 min 17 s 971, 1 min 17 s 892 et 1 min 17 s 491) mais est battu par Bruno Senna (1 min 17 s 391) et Mark Webber (1 min 17 s 331). Pastor Maldonado prend ensuite la tête en 1 min 16 s 940, cède un temps son rang à Sebastian Vettel (1 min 16 s 876) puis reprend l'avantage en 1 min 16 s 664 avant que Vettel n'améliore en 1 min 16 s 652,,,.
À trente-cinq minutes du drapeau à damier, les pilotes chaussent tous des pneus tendres et roulent avec le minimum d'essence pour préparer la qualification de l'après-midi, au cas où elle se disputerait sur piste sèche. Fernando Alonso prend la tête du classement en 1 min 16 s 124 mais est battu par Lewis Hamilton (1 min 16 s 091). À un quart d'heure de la fin de séance, Charles Pic prend enfin la piste tandis que Kimi Räikkönen change à son tour d'aileron avant. Alonso repasse en tête avec un tour bouclé en 1 min 16 s 014 lorsque l'averse annoncée fait son apparition sur certaines parties du circuit à six minutes de la fin de séance. Fernando Alonso devance donc Lewis Hamilton, Sergio Pérez, Kimi Räikkönen, Mark Webber et Sebastian Vettel,,,.

## Séance de qualifications

### Résultats des qualifications

#### Session Q1

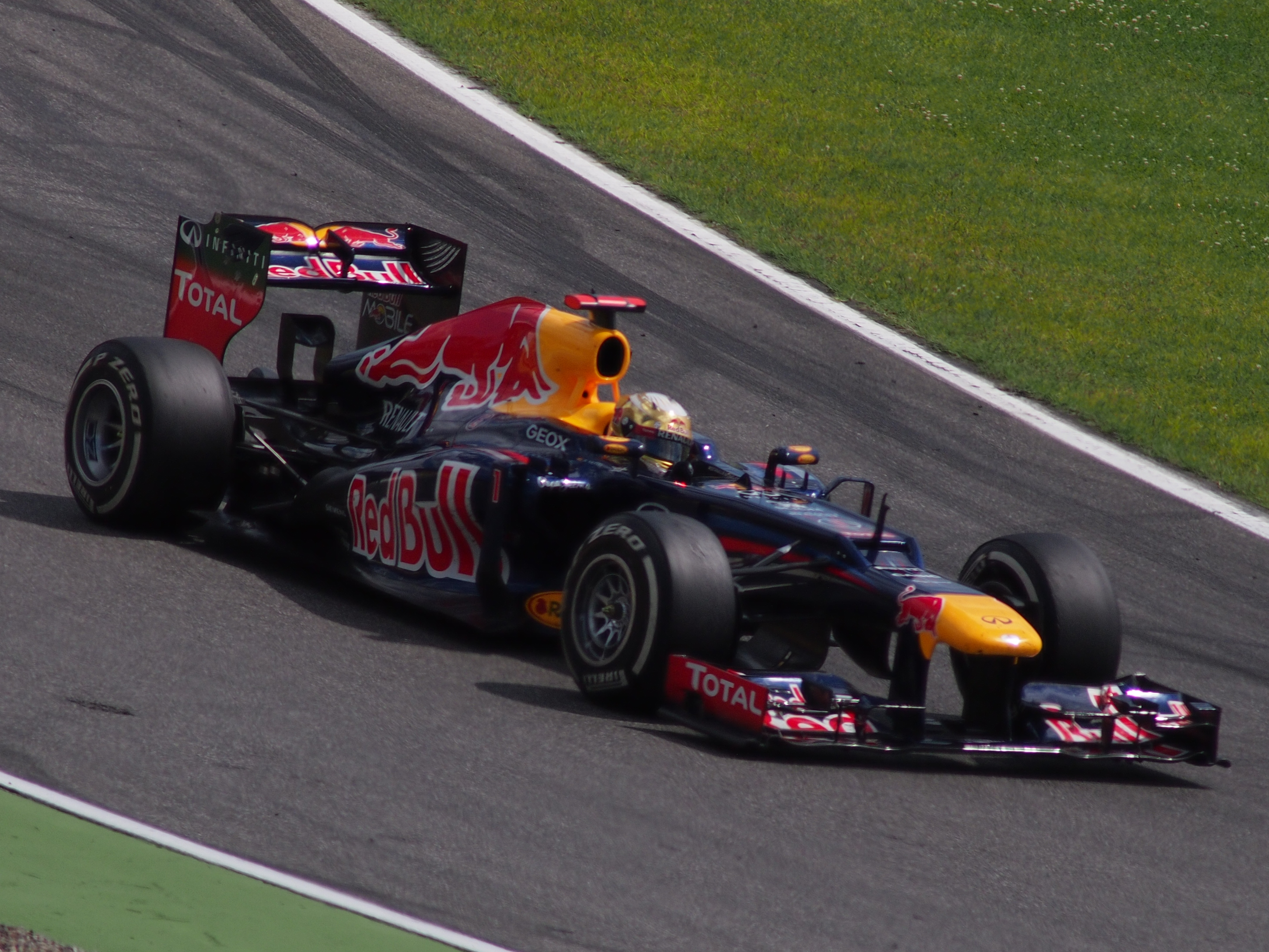
Sebastian Vettel est pénalisé de 20 secondes lors de son GP national, qu'il termine cinquième.

La température ambiante est de 17 °C, la piste est à 25 °C et, contrairement aux prévisions météorologiques, il ne pleut pas au début de la séance de qualification. La pluie est toutefois annoncée pour la fin de la session Q2 ou le début de la phase Q3. Nico Rosberg, Mark Webber et Romain Grosjean sont tous trois pénalisés de cinq places sur la grille de départ pour un changement anticipé de boîte de vitesses,,,.
Comme la piste est sèche mais que les risques de pluie sont assez importants, les pilotes s'élancent dès l'ouverture du circuit. Fernando Alonso établit le premier tour de référence en 1 min 16 s 705. Seul Lewis Hamilton est en mesure de lui contester sa position en début de séance et il prend la tête en deux temps (1 min 16 s 383 puis 1 min 16 s 221). Quelques minutes plus tard, toujours chaussé en pneus durs, Kimi Räikkönen passe en tête avec un tour bouclé en 1 min 15 s 693, meilleur temps de la session,,,.
Plus bas dans le classement, Michael Schumacher échappe de justesse à l'élimination en prenant le meilleur sur Jean-Éric Vergne. Les sept pilotes éliminés sont donc Narain Karthikeyan, Pedro de la Rosa, Timo Glock, Charles Pic, Vitaly Petrov, Heikki Kovalainen et Vergne,,,.

#### Session Q2

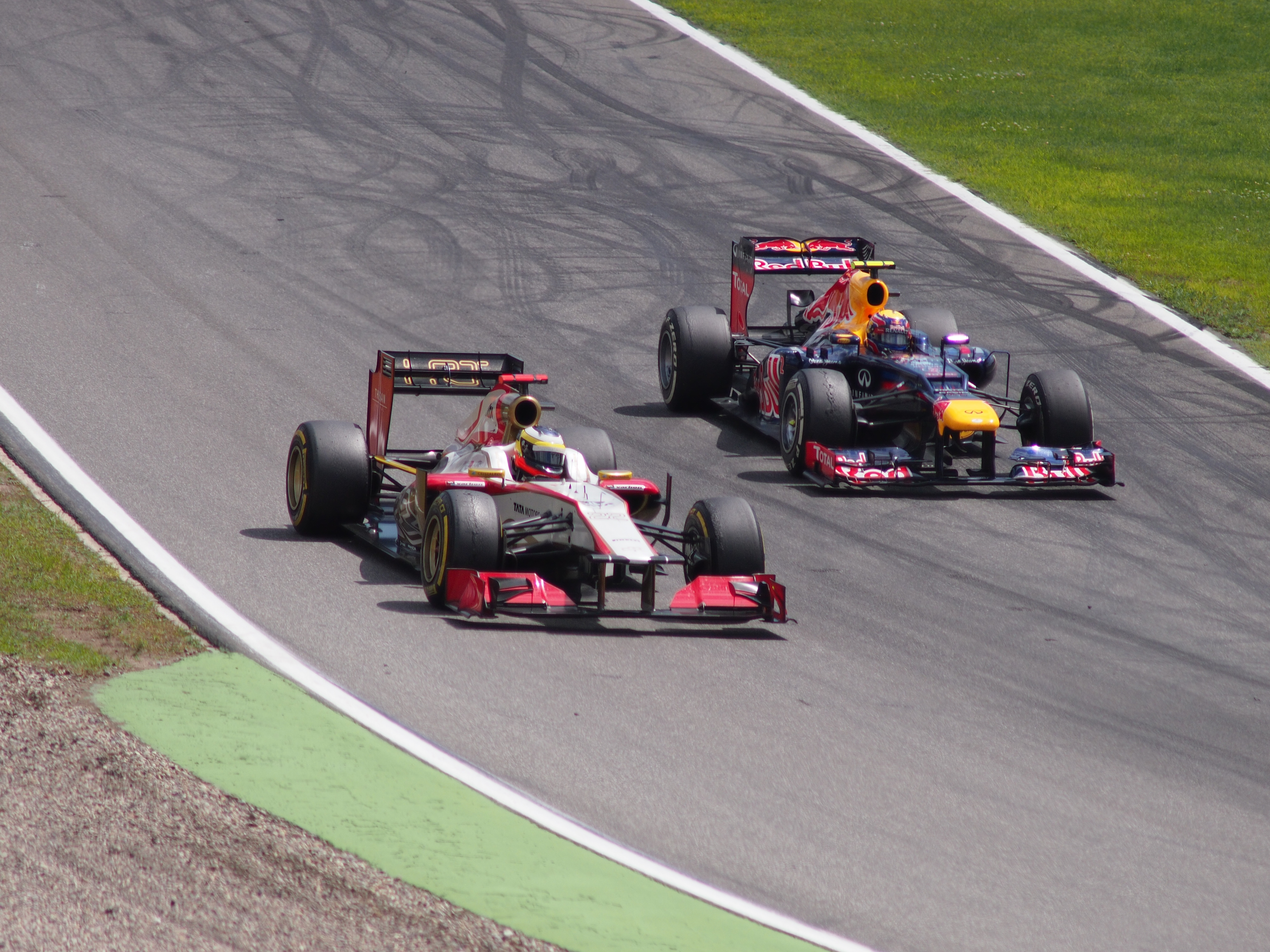
Pedro de la Rosa s'écarte pour ouvrir la voie à Mark Webber au Grand Prix d'Allemagne.

Comme annoncé dès le début de la séance, la pluie tombe sur plusieurs portions du circuit juste avant le départ de la deuxième partie de la phase de qualifications. Les pilotes s'élancent immédiatement en piste, avec des pneus intermédiaires, afin de pouvoir boucler au moins un tour rapide avant que les conditions de piste ne se détériorent,,,.
Pastor Maldonado établit le tour de référence en 1 min 38 s 949 mais plusieurs pilotes se relaient ensuite en tête du classement. Sebastian Vettel tourne en 1 min 38 s 505 avant que son temps ne soit battu par Michael Schumacher en 1 min 38 s 010. Lewis Hamilton améliore alors en deux temps (1 min 37 s 927 puis 1 min 37 s 365) lorsque les conditions de piste empêchent de poursuivre avec les pneus intermédiaires et que Romain Grosjean et Nico Rosberg sont en grande difficulté,,,.
Plusieurs pilotes rentrent aux stands chausser des pneus pour la pluie mais, sur une piste désormais gorgée d'eau, ne peuvent pas améliorer le temps établi par Hamilton. Les sept pilotes éliminés sont Nico Rosberg, Bruno Senna, Romain Grosjean, Felipe Massa, Kamui Kobayashi, Sergio Pérez et Daniel Ricciardo,,,.

#### Session Q3
Les dix pilotes qualifiés pour la dernière phase s'élancent tous en pneus pluie dès l'ouverture de la piste. S'il ne pleut plus, il reste encore beaucoup d'eau sur le circuit. Fernando Alonso réalise le premier tour lancé en 1 min 44 s 745 mais son temps est immédiatement amélioré par Sebastian Vettel en 1 min 44 s 605. Lewis Hamilton fait mieux en tournant en 1 min 44 s 186 mais cède sa place à Michael Schumacher (1 min 42 s 473),,,.
Sebastian Vettel reprend la tête en 1 min 42 s 342 mais s'incline face à son coéquipier Mark Webber qui tourne en 1 min 41 s 680. Fernando Alonso prend alors le risque de chausser un nouveau train de pneus pluie, ce qui lui permet, à trois minutes du terme de la session, de décrocher, en deux temps, la pole position (1 min 40 s 904 puis 1 min 40 s 621), devant Vettel et Webber,,,

### Grille de départ
| Pos.                                                                                      | Pilote                  | Écurie               | Qualifications 1 | Qualifications 2 | Qualifications 3 |
| ----------------------------------------------------------------------------------------- | ----------------------- | -------------------- | ---------------- | ---------------- | ---------------- |
| 1                                                                                         | Fernando Alonso SREC    | Ferrari              | 1 min 16 s 073   | 1 min 38 s 521   | 1 min 40 s 621   |
| 2                                                                                         | Sebastian Vettel SREC   | Red Bull-Renault     | 1 min 16 s 396   | 1 min 38 s 309   | 1 min 41 s 026   |
| 3                                                                                         | Mark Webber SREC        | Red Bull-Renault     | 1 min 16 s 500   | 1 min 39 s 382   | 1 min 41 s 496   |
| 4                                                                                         | Michael Schumacher SREC | Mercedes             | 1 min 16 s 686   | 1 min 38 s 010   | 1 min 42 s 459   |
| 5                                                                                         | Nico Hülkenberg SREC    | Force India-Mercedes | 1 min 16 s 271   | 1 min 39 s 467   | 1 min 43 s 501   |
| 6                                                                                         | Pastor Maldonado SREC   | Williams-Renault     | 1 min 16 s 181   | 1 min 38 s 731   | 1 min 43 s 950   |
| 7                                                                                         | Jenson Button SREC      | McLaren-Mercedes     | 1 min 16 s 507   | 1 min 38 s 659   | 1 min 44 s 113   |
| 8                                                                                         | Lewis Hamilton SREC     | McLaren-Mercedes     | 1 min 16 s 221   | 1 min 37 s 365   | 1 min 44 s 186   |
| 9                                                                                         | Paul di Resta SREC      | Force India-Mercedes | 1 min 16 s 352   | 1 min 39 s 703   | 1 min 44 s 889   |
| 10                                                                                        | Kimi Räikkönen SREC     | Lotus-Renault        | 1 min 15 s 693   | 1 min 39 s 729   | 1 min 45 s 811   |
| 11                                                                                        | Daniel Ricciardo SREC   | Toro Rosso-Ferrari   | 1 min 16 s 516   | 1 min 39 s 789   |                  |
| 12                                                                                        | Sergio Pérez SREC       | Sauber-Ferrari       | 1 min 15 s 726   | 1 min 39 s 933   |                  |
| 13                                                                                        | Kamui Kobayashi SREC    | Sauber-Ferrari       | 1 min 16 s 481   | 1 min 39 s 985   |                  |
| 14                                                                                        | Felipe Massa SREC       | Ferrari              | 1 min 16 s 265   | 1 min 40 s 212   |                  |
| 15                                                                                        | Romain Grosjean SREC    | Lotus-Renault        | 1 min 16 s 685   | 1 min 40 s 574   |                  |
| 16                                                                                        | Bruno Senna SREC        | Williams-Renault     | 1 min 16 s 426   | 1 min 40 s 752   |                  |
| 17                                                                                        | Nico Rosberg SREC       | Mercedes             | 1 min 17 s 988   | 1 min 41 s 551   |                  |
| 18                                                                                        | Jean-Éric Vergne SREC   | Toro Rosso-Ferrari   | 1 min 16 s 741   |                  |                  |
| 19                                                                                        | Heikki Kovalainen SREC  | Caterham-Renault     | 1 min 17 s 620   |                  |                  |
| 20                                                                                        | Vitaly Petrov SREC      | Caterham-Renault     | 1 min 18 s 531   |                  |                  |
| 21                                                                                        | Charles Pic             | Marussia-Cosworth    | 1 min 19 s 220   |                  |                  |
| 22                                                                                        | Timo Glock              | Marussia-Cosworth    | 1 min 19 s 291   |                  |                  |
| 23                                                                                        | Pedro de la Rosa        | HRT-Cosworth         | 1 min 19 s 912   |                  |                  |
| 24                                                                                        | Narain Karthikeyan      | HRT-Cosworth         | 1 min 20 s 230   |                  |                  |
| Temps minimal à réaliser pour la qualification : 1 min 20 s 991 (107 % de 1 min 15 s 693) |                         |                      |                  |                  |                  |

- Sergio Pérez, auteur du douzième temps des qualifications, reçoit une pénalité de cinq places pour avoir gêné Fernando Alonso et Kimi Räikkönen lors de la session Q2 des qualifications. Il s'élance de la dix-septième position sur la grille[25].
- Nico Rosberg, auteur du dix-septième temps des qualifications, reçoit une pénalité de cinq places pour avoir changé de boîte de vitesses et s'élance de la vingt-et-unième position sur la grille[26].
- Romain Grosjean, auteur du quinzième temps des qualifications, reçoit une pénalité de cinq places pour avoir changé de boîte de vitesses et s'élance de la dix-neuvième position sur la grille[26].
- Mark Webber, auteur du troisième temps des qualifications, reçoit une pénalité de cinq places pour avoir changé de boîte de vitesses et s'élance de la huitième position sur la grille[26].

## Course

### Déroulement de l'épreuve

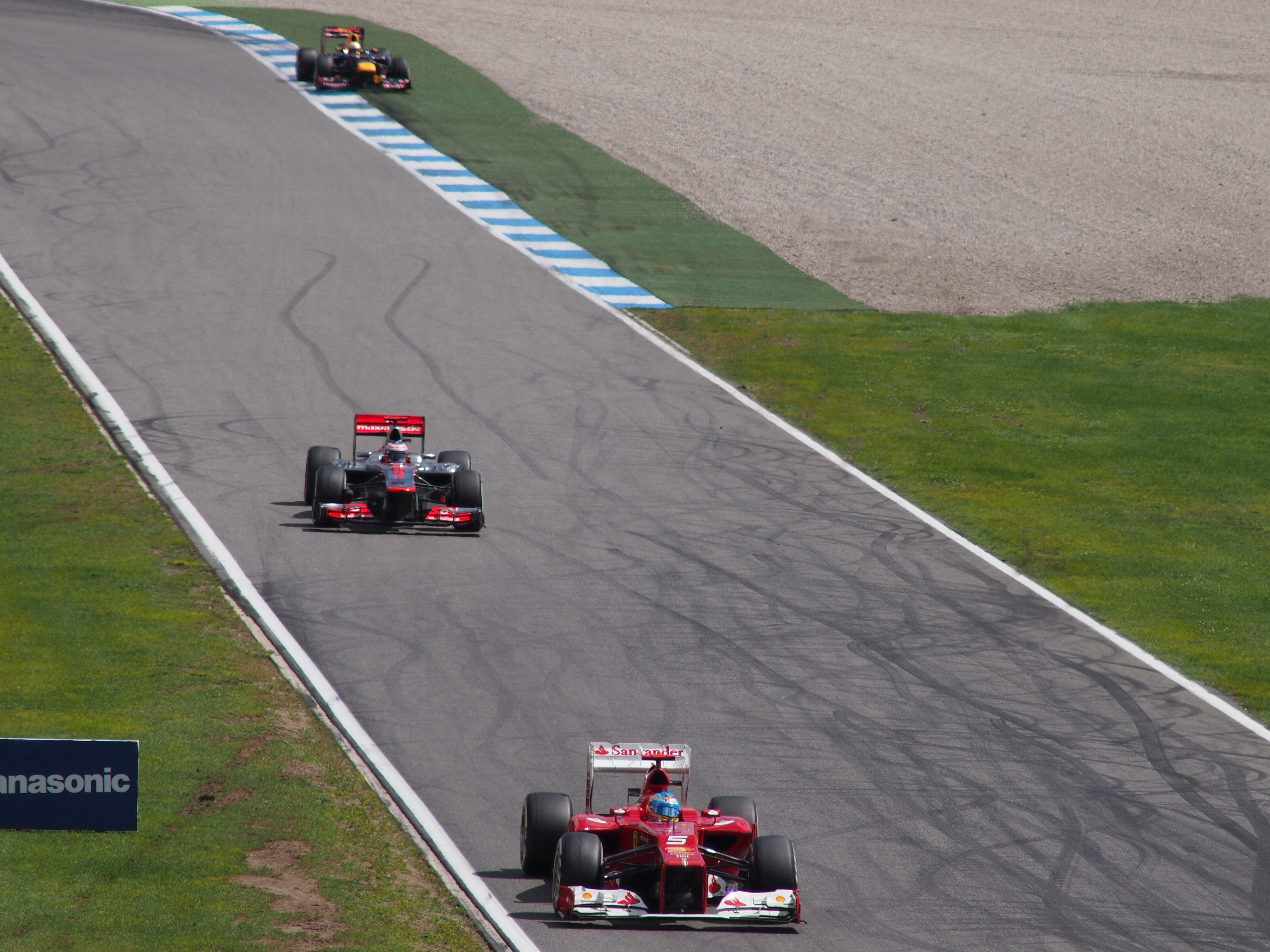
Fernando Alonso, Jenson Button et Sebastian Vettel en tête du Grand Prix d'Allemagne

La température ambiante est de 21 °C et la piste est à 32 °C au départ du Grand Prix d'Allemagne. Le soleil brille et aucune averse n'est annoncée pour la course. Sur la grille de départ, tous les pilotes sont chaussés de pneus tendres sauf Nico Rosberg, Jean-Éric Vergne et les deux pilotes Marussia, Timo Glock et Charles Pic. À l'extinction des feux, Fernando Alonso, en pole position, s'engouffre en tête dans le premier virage tandis que Sebastian Vettel se bat pour contenir Michael Schumacher. Felipe Massa doit rentrer au stand après un contact qui le prive de son aileron avant et Romain Grosjean doit faire de même pour changer un pneu crevé. Au premier passage, Alonso précède Vettel, Schumacher, Nico Hülkenberg, Jenson Button, Pastor Maldonado, Mark Webber, Lewis Hamilton, Kimi Räikkönen, Paul di Resta, Daniel Ricciardo et Kamui Kobayashi. Les accrochages du départ laissent des débris sur la piste, ce qui provoque une crevaison pour Lewis Hamilton : il rentre au stand pour changer ses pneus et remonte en piste à la vingt-deuxième place,,,.
En tête de course, Vettel reste dans le sillage d'Alonso alors que Räikkönen dépasse Paul di Resta et est désormais huitième. Peu après, Button prend la quatrième place à Nico Hülkenberg. Au neuvième passage sur la ligne, Alonso devance Vettel d'une seconde, Schumacher de 6 s, Button de 7 s et Hülkenberg de 8 s ; suivent Maldonado, Webber, Räikkönen, Sergio Pérez et di Resta, qui rentre le premier au stand changer ses pneus au dixième tour, au moment où Jenson Button dépasse Michael Schumacher. Räikkönen s'arrête au onzième tour, Hülkenberg, Webber et Rosberg au suivant, Maldonado, Kovalainen au treizième tour, Schumacher et Vitaly Petrov au suivant, Pérez au dix-septième, Alonso au suivant, Button, Ricciardo au dix-neuvième tour, Vettel au suivant et Kobayashi au vingt-deuxième,,,.
Au vingt-troisième tour, Alonso possède 2 secondes d'avance sur Vettel, 5 s sur Button, 12 s sur Räikkönen, 15 s sur Schumacher, 17 s sur Hülkenberg et Pérez, 20 s sur Webber et 25 s sur di Resta et Kobayashi. Massa et Grosjean, en stratégie décalée à la suite de leurs déboires du départ, changent leurs pneus au vingt-quatrième tour et remontent en piste en dix-septième et vingt-et-unième position. En tête de la course, Vettel et Button reviennent peu à peu sur Alonso et, au vingt-septième tour, Vettel est dans le sillage de la Ferrari, Button suivant à quatre secondes,,,.
Hülkenberg, Heikki Kovalainen et Hamilton changent leurs pneus au trente-et-unième tour, Rosberg et Petrov au suivant. Hamilton, dix-huitième à un tour de la tête, double Vettel et se retrouve intercalé entre les deux premiers. Schumacher change ses pneus au trente-sixième tour, Räikkönen, Maldonado et Ricciardo au trente-huitième, di Resta au suivant, Button, Pérez et Webber au quarantième, Alonso, Vettel, Kobayashi, Grosjean au quarante-troisième et Hülkenberg au quarante-sixième. À l'issue de ces changements de pneus, Button a désormais pris la deuxième place devant Vettel,,,.
Jenson Button se rapproche de plus en plus d'Alonso et, au quarante-septième tour, l'écart entre les deux premiers est inférieur à la seconde, tandis que Sebastian Vettel suit à trois secondes du duo de tête. Si Fernando Alonso résiste jusqu'au drapeau à damier, la bataille entre Vettel et Button fait rage. Vettel prend l'avantage sur Button en fin de course mais réalise son dépassement hors-piste, ce qui lui vaut une pénalité de vingt secondes : il termine finalement cinquième,,,.
Fernando Alonso remporte sa troisième victoire de la saison devant Button et Räikkönen qui complètent le podium. Suivent Kobayashi, qui obtient le meilleur classement de sa carrière, Vettel, Pérez, Schumacher, Webber, Hülkenberg et Rosberg pour le reste des points,,,.

### Classement de la course
| Pos. | no | Pilote                  | Écurie               | Tours | Temps/Abandon                             | Grille | Points |
| ---- | -- | ----------------------- | -------------------- | ----- | ----------------------------------------- | ------ | ------ |
| 1    | 5  | Fernando Alonso SREC    | Ferrari              | 67    | 1 h 31 min 05 s 862 (201,844 km/h)        | 1      | 25     |
| 2    | 3  | Jenson Button SREC      | McLaren-Mercedes     | 67    | + 6 s 949                                 | 6      | 18     |
| 3    | 9  | Kimi Räikkönen SREC     | Lotus-Renault        | 67    | + 16 s 409                                | 10     | 15     |
| 4    | 14 | Kamui Kobayashi SREC    | Sauber-Ferrari       | 67    | + 21 s 925                                | 12     | 12     |
| 5    | 1  | Sebastian Vettel SREC   | Red Bull-Renault     | 67    | + 23 s 732 (dont 20 secondes de pénalité) | 2      | 10     |
| 6    | 15 | Sergio Pérez SREC       | Sauber-Ferrari       | 67    | + 27 s 896                                | 17     | 8      |
| 7    | 7  | Michael Schumacher SREC | Mercedes             | 67    | + 28 s 970                                | 3      | 6      |
| 8    | 2  | Mark Webber SREC        | Red Bull-Renault     | 67    | + 46 s 941                                | 8      | 4      |
| 9    | 12 | Nico Hülkenberg SREC    | Force India-Mercedes | 67    | + 48 s 162                                | 4      | 2      |
| 10   | 8  | Nico Rosberg SREC       | Mercedes             | 67    | + 48 s 889                                | 21     | 1      |
| 11   | 11 | Paul di Resta SREC      | Force India-Mercedes | 67    | + 59 s 200                                | 9      |        |
| 12   | 6  | Felipe Massa SREC       | Ferrari              | 67    | + 1 min 11 s 400                          | 13     |        |
| 13   | 16 | Daniel Ricciardo SREC   | Toro Rosso-Ferrari   | 67    | + 1 min 16 s 829                          | 11     |        |
| 14   | 17 | Jean-Éric Vergne SREC   | Toro Rosso-Ferrari   | 67    | + 1 min 16 s 965                          | 15     |        |
| 15   | 18 | Pastor Maldonado SREC   | Williams-Renault     | 66    | + 1 tour                                  | 5      |        |
| 16   | 21 | Vitaly Petrov SREC      | Caterham-Renault     | 66    | + 1 tour                                  | 18     |        |
| 17   | 19 | Bruno Senna SREC        | Williams-Renault     | 66    | + 1 tour                                  | 14     |        |
| 18   | 10 | Romain Grosjean SREC    | Lotus-Renault        | 66    | + 1 tour                                  | 19     |        |
| 19   | 20 | Heikki Kovalainen SREC  | Caterham-Renault     | 65    | + 2 tours                                 | 16     |        |
| 20   | 25 | Charles Pic             | Marussia-Cosworth    | 65    | + 2 tours                                 | 20     |        |
| 21   | 22 | Pedro de la Rosa        | HRT-Cosworth         | 64    | + 3 tours                                 | 23     |        |
| 22   | 24 | Timo Glock              | Marussia-Cosworth    | 64    | + 3 tours                                 | 22     |        |
| 23   | 23 | Narain Karthikeyan      | HRT-Cosworth         | 64    | + 3 tours                                 | 24     |        |
| Abd. | 4  | Lewis Hamilton SREC     | McLaren-Mercedes     | 56    | Dommages après crevaison                  | 7      |        |

### Pole position et record du tour
Fernando Alonso signe la vingt-deuxième pole position de sa carrière, sa première à Hockenheim et sa deuxième de la saison. Michael Schumacher réalise le soixante-dix-septième meilleur tour de sa carrière, son cinquième sur ce tracé et son premier depuis son retour à la Formule 1, début 2010.
- Pole position :  Fernando Alonso (Ferrari) en 1 min 40 s 621 (163,648 km/h)[32].
- Meilleur tour en course : Michael Schumacher (Mercedes)  en 1 min 18 s 725 (209,164 km/h) au cinquante-septième tour[33].

### Tours en tête
Après avoir pris le risque d'entamer un nouveau train de pneus pluie pour décrocher la pole position, Fernando Alonso parvient à garder la tête du début à la fin, à l'exception des quelques tours suivant son premier arrêt au stand. Dans les derniers tours, il résiste aux retours de Jenson Button et Sebastian Vettel et s'impose pour la troisième fois à Hockenheim.
- Fernando Alonso : 64 tours (1-17 / 21-67)
- Sebastian Vettel : 3 tours (18-20)

## Classements généraux à l'issue de la course
| Pos. | Pilote             | Écurie               | Points |
| ---- | ------------------ | -------------------- | ------ |
| 1    | Fernando Alonso    | Ferrari              | 154    |
| 2    | Mark Webber        | Red Bull-Renault     | 120    |
| 3    | Sebastian Vettel   | Red Bull-Renault     | 110    |
| 4    | Kimi Räikkönen     | Lotus-Renault        | 98     |
| 5    | Lewis Hamilton     | McLaren-Mercedes     | 92     |
| 6    | Nico Rosberg       | Mercedes             | 76     |
| 7    | Jenson Button      | McLaren-Mercedes     | 65     |
| 8    | Romain Grosjean    | Lotus-Renault        | 61     |
| 9    | Sergio Pérez       | Sauber-Ferrari       | 47     |
| 10   | Kamui Kobayashi    | Sauber-Ferrari       | 33     |
| 11   | Pastor Maldonado   | Williams-Renault     | 29     |
| 12   | Michael Schumacher | Mercedes             | 29     |
| 13   | Paul di Resta      | Force India-Mercedes | 27     |
| 14   | Felipe Massa       | Ferrari              | 23     |
| 15   | Nico Hülkenberg    | Force India-Mercedes | 19     |
| 16   | Bruno Senna        | Williams-Renault     | 18     |
| 17   | Jean-Éric Vergne   | Toro Rosso-Ferrari   | 4      |
| 18   | Daniel Ricciardo   | Toro Rosso-Ferrari   | 2      |

| Pos. | Écurie               | Points |
| ---- | -------------------- | ------ |
| 1    | Red Bull-Renault     | 230    |
| 2    | Ferrari              | 177    |
| 3    | McLaren-Mercedes     | 157    |
| 4    | Lotus-Renault        | 156    |
| 5    | Mercedes             | 105    |
| 6    | Sauber-Ferrari       | 78     |
| 7    | Williams-Renault     | 47     |
| 8    | Force India-Mercedes | 46     |
| 9    | Toro Rosso-Ferrari   | 6      |

## Statistiques
Le Grand Prix d'Allemagne 2012 représente :
- la 22e pole position de sa carrière pour Fernando Alonso[37] ;
- la 30e victoire de sa carrière pour Fernando Alonso[38] ;
- la 219e victoire pour Ferrari en tant que constructeur[39] ;
- la 220e victoire pour Ferrari en tant que motoriste[40] ;
- le 100e Grand Prix de sa carrière pour Lewis Hamilton[41].

Au cours de ce Grand Prix :
- Derek Warwick (146 Grands Prix entre 1981 et 1993, 4 podiums, 2 meilleurs tours et 76 points ; champion du monde d'endurance et vainqueur des 24 Heures du Mans 1992) est nommé assistant des commissaires de course.